# Lover Alot
Lover Alot è un singolo della rock band statunitense Aerosmith, il secondo estratto dall'album Music from Another Dimension! e pubblicato il 22 agosto 2012. Il brano è stato presentato in anteprima dalle stazioni radiofoniche una settimana prima della sua pubblicazione come singolo. Oltre ai membri del gruppo, la canzone è stata co-scritta da Jesse Sky Kramer, figlio del batterista Joey Kramer, e Marco Moir, tecnico delle chitarre di Brad Whitford.

## Tracce
- Download digitale

1. Lover Alot – 3:36

## Classifiche
| Classifica (2012)             | Posizione massima |
| ----------------------------- | ----------------- |
| Giappone                      | 47                |
| Stati Uniti (mainstream rock) | 31                |
| Stati Uniti (rock)            | 47                |
| Stati Uniti (rock airplay)    | 48                |